# ケイファクトリー
株式会社ケイファクトリー（英: K Factory Inc.）は、日本のテレビドラマ・映画・舞台・アニメーションの大手制作プロダクション、及び、俳優のマネージメントを行っている大手芸能事務所である。

## 概要
1995年、キティ・フィルムの代表取締役を務めていた伊地智啓が、キティエンタープライズがポリグラムに買収され同社がキティグループから切り離された事を受け、中川順平・田原正利らと共に独立する形で設立し、同時にキティ・フィルムから有力スタッフが数多く移籍した。なお、キティ・フィルムとの資本的関係はない。現在もテレビドラマ（主に日本テレビ系列）を中心とした制作業務を展開しており、『瑠璃の島』、『アイシテル〜海容〜』、『Mother』などの話題作の制作協力も行なっている。また、大手芸能事務所として俳優のマネジメントも手掛けており、舞台出身の俳優が多く所属している。制作作品・制作協力作品には所属俳優が出演する事もある。

## 所属俳優

### 男性
- 阿南健治
- 赤澤遼太郎
- 尾上右近
- 川平慈英
- 小林隆
- 渋谷謙人
- 髙橋洋
- 中江翼
- 畠中洋
- 升毅
- 松本誠
- 吉田健悟
- 吉田朋弘

### 女性
- 朝加真由美
- 羽瀬川なぎ
- 水上京香
- 宮地雅子

## 所属スタッフ
- 鈴木聡（代表取締役社長/プロデューサー）
- 千葉行利（取締役/プロデューサー）
- 宮川晶（プロデューサー）
- 有賀聡（プロデューサー）
- 佐藤友治（脚本家）

## 過去の所属俳優
- 堤真一
- 村上弘明
- 梶原善
- 河合美智子
- 岡本竜汰
- 上脇結友
- 伊藤力
- 南周平
- 鹿内大嗣
- 矢山博夢
- 山崎画大
- 塩田宇宙
- 寺川里奈
- 矢山飛鳥
- 秋谷祥加
- 唐加思
- 平幹二朗（在籍中に死去）
- 井之上隆志（在籍中に死去）
- 市川猿之助
- 佐藤隆太
- 佐々木蔵之介
- 田邊和也
- 藤野涼子
- 水上京香

## 過去の所属スタッフ
- 伊地智啓（創業者/プロデューサー）
- 中川順平（設立に参加/現・テレビ東京/プロデューサー）
- 田原正利（設立に参加/プロデューサー）
- 大久保智己（プロデューサー、2011年12月死去）
- 国本雅広（元取締役/演出家、プロデューサー、2021年退社）
- 高橋史典（プロデューサー、2023年9月退社）
- 松本あき子（現・アンカー/社長）

## 制作作品

### テレビドラマ
- しんドラ「君を見つめて」（1995年5月 - 6月、日本テレビ）- 制作協力
- ぽっかぽか（1995年 - 1996年、TBS）- 制作
- 女にも七人の敵（1996年2月、NHK-BS2）- 共同制作
- ナチュラル 愛のゆくえ（1996年10月 - 12月、読売テレビ）- 制作協力
- 薔薇の殺意〜虚無への供物（1997年1月 - 2月、NHK-BS2）- 制作
- shin-D「亡霊劇場〜ありがとうプー子〜」（1997年6月25日・7月2日、日本テレビ）- 制作協力
- D×D（1997年7月 - 9月、日本テレビ）
- プリティーモンキー（1997年7月 - 8月、テレビ朝日）
- WHO!?（1997年9月 - 10月、TBS）- 制作
- LOVE&PEACE（1998年4月 - 7月、日本テレビ）
- 結婚前夜（1998年7月 - 8月、NHK）- 制作
- ひなたぼっこ（1998年12月 - 1999年1月、TBS）- 制作
- 君といた未来のために 〜I'll be back〜（1999年1月 - 3月、日本テレビ）- 制作協力
- あっとほーむ（2000年3月 - 6月、TBS）- 制作
- 火曜サスペンス劇場「黒衣の天使」（2000年6月、日本テレビ）- 制作
- 喪服のランデヴー（2000年8月 - 9月、NHK-BS2）- 共同制作
- サイコメトラーEIJI　スペシャル（2000年、日本テレビ）- 制作協力
- たのしい幼稚園（2001年4月 - 7月、TBS）- 制作
- shin-D「OLポリス3」（2001年10月、日本テレビ）- 制作協力
- 死者からの手紙（2001年11月29日、NHK BS-hi）- 共同制作
- プリティガール（2002年1月 - 3月、TBS）- 制作
- 探偵家族（2002年7月 - 9月、日本テレビ）- 制作協力
- またのお越しを（2003年1月 - 3月、TBS）- 制作
- 緋色の記憶〜美しき記憶の秘密〜（2003年1月6日 - 27日、NHK）- 制作
- 月曜ミステリー劇場・警視庁三係・吉敷竹史シリーズ（2004年 -、TBS）- 制作
- ほーむめーかー（2004年4月 - 6月、TBS）- 制作
- 土曜ワイド劇場特別企画「悪魔のような女」（2005年3月5日、テレビ朝日）- 制作
- 愛と友情のブギウギ（2005年3月-5月、NHK）- 制作著作
- 瑠璃の島（2005年4月 - 6月、日本テレビ）- 制作協力
  - 瑠璃の島 SPECIAL 2007（2007年1月6日、日本テレビ） - 制作協力
- 銭湯の娘!?（2006年1月 - 3月、毎日放送） - 制作協力
- ギャルサー（2006年4月 - 6月、日本テレビ） - 制作協力
- 名探偵コナンドラマスペシャル「工藤新一への挑戦状〜さよならまでの序章〜」（2006年10月2日、読売テレビ） - 制作協力
  - 名探偵コナンドラマスペシャル第2弾「工藤新一の復活! 黒の組織との対決」（2007年12月17日、読売テレビ） - 制作協力
- 死ぬかと思った（2007年4月 - 6月、日本テレビ）- 制作協力
- 月曜ゴールデン・ご近所探偵・五月野さつきシリーズ（2007年- 、TBS）- 制作
- 有閑倶楽部（2007年10月 - 12月、日本テレビ）- 制作協力
- 恋のから騒ぎドラマスペシャル〜Love StoriesIV〜（2007年11月30日、日本テレビ）- 制作協力
  - 恋のから騒ぎドラマスペシャル〜Love StoriesVI〜（2009年9月25日、日本テレビ）- 制作協力
- 三代目のヨメ!（2008年1月 - 2月、TBS） - 制作
- ヤスコとケンジ（2008年7月 - 9月、日本テレビ） - 制作協力
- 夢をかなえるゾウ 男の成功篇（2008年10月2日、読売テレビ）- 制作協力
- 夢をかなえるゾウ 女の幸せ篇（2008年10月 - 12月、読売テレビ）- 制作協力
- アイシテル〜海容〜（2009年4月 - 6月、日本テレビ）- 制作協力
  - アイシテル〜絆〜（2011年9月21日、日本テレビ）- 制作協力
- チャレンジド（2009年10月 - 11月、NHK） - 共同制作
  - チャレンジド〜卒業〜（2011年5月14日・21日、NHK） - 共同制作
- トラブルマン（2010年4月 - 6月、テレビ東京） - 制作
- Mother（2010年4月 - 6月、日本テレビ）- 制作協力
- 私が初めて創ったドラマ（NHK BS-hi） - 共同制作
  - 「奉納イデア毛抜き祭」（2010年10月15日）
  - 「FとPに挟まれたN〜朝本武の場合〜」（2010年11月5日）
- サイコダイヴ（2011年1月7日、フジテレビ）- 制作協力
- デカワンコ（2011年1月 - 3月、日本テレビ）- 制作協力
  - デカワンコ ちょっとだけリターンズ（2011年4月30日、日本テレビ）- 制作協力
  - デカワンコ 新春スペシャル（2012年1月7日、日本テレビ）- 制作協力
- 四つ葉神社ウラ稼業 失恋保険〜告らせ屋〜（2011年4月 - 6月、読売テレビ）- 制作協力
- 月曜ゴールデン・ヤメ刑探偵 加賀美塔子シリーズ（2011年 -、TBS） - 制作
- ブルドクター（2011年7月 - 9月、日本テレビ）- 制作協力
- ミエルオンナ月子〜真夏の夜のコワーイ話〜（2011年8月26日、日本テレビ）- 制作協力
- 僕とスターの99日（2011年10月 - 12月、フジテレビ）- 制作協力
- 金曜プレステージ「塔馬教授の天才推理 隠岐島の黄金伝説殺人事件」（2012年6月1日、フジテレビ） - 制作
- 家族、貸します 〜ファミリー・コンプレックス〜（2012年7月27日、日本テレビ） - 制作協力
- 悪夢ちゃん（2012年10月 - 12月、日本テレビ） - 制作協力
  - 悪夢ちゃん スペシャル（2014年5月2日） - 制作協力
- てふてふ荘へようこそ（2012年10月 - 12月、NHK BSプレミアム） - 制作著作
- 金曜プレステージ 松本清張没後20年特別企画「疑惑」（2012年11月9日、フジテレビ） - 制作著作
- でたらめヒーロー（2013年4月-6月、読売テレビ） - 制作協力
- Woman（2013年7月 - 9月、日本テレビ） - 制作協力
- 水曜ミステリー9・カメラマン亜愛一郎の迷宮推理（2013年11月13日、テレビ東京） - 製作
- 戦力外捜査官（2014年1月 - 3月、日本テレビ） - 制作協力
- その日のまえに（2014年3月23日・30日、NHK BSプレミアム） - 制作著作
- モザイクジャパン（2014年5月 - 6月、WOWOW） - 製作
- 松本清張ドラマスペシャル・死の発送（2014年5月30日、フジテレビ） - 制作著作
- はなちゃんのみそ汁（2014年8月30日、日本テレビ） - 制作協力
- 保育探偵２５時（2015年1月-3月、テレビ東京） - 製作
- Dr.倫太郎（2015年4月 - 6月、日本テレビ） - 制作協力
- エンジェル・ハート（2015年10月-12月、日本テレビ） - 制作協力
- 百年の計、我にあり（2016年1月3日、TBS） - 制作協力
- 天才バカボン〜家族の絆（2016年3月11日、日本テレビ）- 制作協力
- ぼくのいのち（2016年3月23日、読売テレビ） - 制作協力
- 火の粉（2016年4月 - 5月、東海テレビ） - 制作著作
- お迎えデス。（2016年4月 - 6月、日本テレビ） - 制作協力
- 僕のヤバイ妻（2016年4月 - 6月、関西テレビ） - 制作協力
- でぶせん（2016年8月～、hulu） - 制作
- がっぱ先生！（2016年9月23日、日本テレビ） - 制作協力
- 天才バカボン2（2017年1月6日、日本テレビ） - 制作協力
- 真昼の悪魔（2017年2月 - 3月、東海テレビ） - 制作著作
- カンナさーん!（2017年7月 - 9月、TBS） - 制作著作
- 先に生まれただけの僕（2017年10月期連続ドラマ、日本テレビ） - 制作協力
- 天才バカボン3（2018年5月4日、日本テレビ） - 制作協力
- 限界団地（2018年6月 - 8月、東海テレビ） - 制作著作
- 僕らは奇跡でできている（2018年10月 - 12月、関西テレビ） - 制作協力
- 博多弁の女の子はかわいいと思いませんか？（2019年7月19日、福岡放送） - 制作協力
- シロでもクロでもない世界で、パンダは笑う。 （2020年1月 - 3月、読売テレビ・日本テレビ系） - 製作協力
- 知らなくていいコト（2020年1月 - 3月、日本テレビ）- 制作協力
- アライブ がん専門医のカルテ（2020年1月 - 3月、フジテレビ）- 制作協力
- 隕石家族（2020年4月 - 5月、東海テレビ）- 製作著作
- 青のSP―学校内警察・嶋田隆平―（2021年1月 - 3月、関西テレビ） - 製作
- イチケイのカラス（2021年4月 - 6月、フジテレビ）- 制作協力
- 二月の勝者-絶対合格の教室-（2021年10月 - 12月、日本テレビ）- 制作協力

### 舞台
- 夏の庭（1997年8月、PARCO劇場他）
- LOVER SOUL（2001年9月-10月、シアタートップス他）
- おやすみの前に（2002年5月、PARCO劇場他）
- これはあけぼの（2002年9月、紀伊国屋サザンシアター他）
- 3つの事情（2003年8月-9月、シアタートップス他）
- 四十雀ノコイ（2006年8月、シアタートップス他）
- 幽霊たち（2011年6月-7月、PARCO劇場他）
- 演劇ユニット・Team申 全公演（2005年- ）

### 映画
- 新・居酒屋ゆうれい（1996年）
- ジューンブライド 6月19日の花嫁（1998年）
- あつもの（1999年）
- セカンドチャンス（1999年）
- CROSS（2001年）
- ミスター・ルーキー（2002年）

### アニメ
- らんま1/2 SUPER 二人のあかね「乱馬、私を見て!」 （1996年）
- 鬼神童子ZENKI（1995年、テレビ東京）
- 少年サンタの大冒険!（1996年、TBS）
- 銀河英雄伝説（1996 - 2000年）